# A Simplicidade de um Rei
A Simplicidade de Um Rei foi o enredo apresentado pela Beija-Flor de Nilópolis no desfile das escolas de samba do Rio de Janeiro de 2011. Com a apresentação, a escola conquistou o seu 12.º título de campeã do carnaval carioca. O título anterior da escola foi conquistado três anos antes, em 2008. O desfile de 2011 homenageou o cantor e compositor Roberto Carlos, retratando a vida e a obra do artista. O homenageado acompanhou toda a preparação, visitou a quadra da escola no pré-carnaval e saiu na última alegoria do desfile, realizado na madrugada de 8 de março de 2011. O desfile foi assinado pela Comissão de Carnaval da Beija-Flor, formada por Laíla, Fran Sérgio, Alexandre Louzada, Ubiratan Silva e Victor Santos. Durante a preparação para o desfile, Louzada e Laíla tiveram um desentendimento que rendeu várias trocas de acusação entre as partes.
A Beija-Flor foi a última escola a desfilar na segunda noite do Grupo Especial, encerrando os desfiles de 2011. Um vazamento de óleo numa das alegorias da Unidos do Porto da Pedra, agremiação que desfilou antes, fez com que o desfile da Beija-Flor atrasasse e a escola desfilasse com o dia claro. Apesar da tentativa da LIESA de limpar a pista, jogando serragem, o óleo no chão prejudicou a apresentação do primeiro casal de mestre-sala e porta-bandeira, Claudinho e Selminha Sorriso, que perderam pontos dos jurados. O desfile teve a participação de diversos amigos famosos de Roberto Carlos, como: Erasmo Carlos, Wanderléa, Chitãozinho, Xororó, Agnaldo Timóteo, Agnaldo Rayol, Hebe Camargo, Alcione, Fafá de Belém, Roberta Miranda, Paula Fernandes, entre outros. A atriz Cláudia Raia participou da Comissão de Frente, coreografada por Carlinhos de Jesus.
Os carnavalescos optaram por fazer um desfile leve e alegre, com o intuito de empolgar o público, mudando o estilo "pesado" com que a Beija-Flor estava acostumada a desfilar. A aposta deu certo e a escola conseguiu animar o público presente no Sambódromo. A Beija-Flor foi campeã com 1,4 pontos de vantagem sobre a Unidos da Tijuca. A escola recebeu sete notas abaixo da máxima, sendo que cinco foram descartadas seguindo o regulamento do concurso. Com isso, a agremiação perdeu apenas dois décimos na avaliação oficial. A diferença de pontuação entre as duas primeiras colocadas foi criticada, uma vez que especialistas apontavam uma disputa mais acirrada entre Tijuca, Beija-Flor e Vila Isabel. A Beija-Flor recebeu os troféus Tamborim de Ouro, Gato de Prata e Rádio Manchete de melhor escola do ano, entre outros prêmios individuais para seus segmentos.
O samba-enredo do desfile, composto por Samir Trindade, Serginho Aguiar, JR Beija-Flor, Sidney de Pilares, Jorginho Moreira, Théo M. Netto, Kleber do Sindicato e Marcelo Mourão, foi escolhido numa disputa com outras 53 obras concorrentes. Erasmo Carlos participou do concurso para a escolha do samba-enredo, mas seu samba foi eliminado antes da semifinal. O desfile da Beija-Flor é abordado no livro "A Simplicidade de Um Rei – Trânsitos de Roberto Carlos em Meio à Cultura Popular de Massa" (2021) do sociólogo e pesquisador Marcos Henrique da Silva Amaral.

## Antecedentes

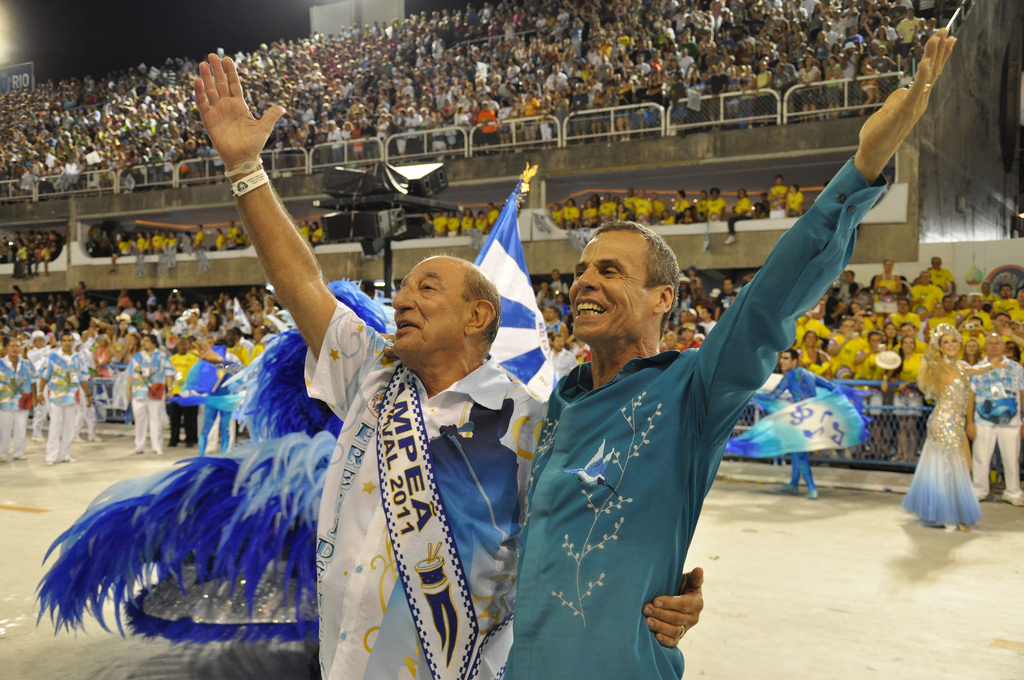
Anísio Abraão David, presidente da Beija-Flor, e Carlinhos de Jesus, coreógrafo da comissão de frente da escola, durante o Desfile das Campeãs de 2011. Coreógrafo fez sua estreia na escola após 10 anos na Mangueira.

Desde 1998, quando foi criada a Comissão de Carnaval da Beija-Flor, a escola conquistou seis títulos no carnaval carioca. Para o carnaval de 2007, a Comissão foi reformulada com a saída de Cid Carvalho e a chegada de Alexandre Louzada. Com Louzada, a escola foi campeã em 2007 e 2008, vice-campeã em 2009 e no carnaval de 2010 conquistou o terceiro lugar com um desfile sobre Brasília. Para o carnaval de 2011, a Beija-Flor manteve a Comissão de Carnaval formada por Louzada, Laíla, Fran Sérgio, Ubiratan Silva e Victor Santos; além do casal de mestre-sala e porta-bandeira, Claudinho e Selminha Sorriso; e dos diretores de bateria Plínio de Morais e Rodney Ferreira. A única mudança realizada pela escola em seus segmentos foi no quesito Comissão de Frente. Após quinze anos na Beija-Flor, a coreógrafa Ghislaine Cavalcanti deixou a escola, sendo substituída por Carlinhos de Jesus, que ficou por dez anos na Estação Primeira de Mangueira e estava há dois anos sem coreografar uma comissão.
No dia 30 de junho de 2010 foi sorteada a ordem dos desfiles para o carnaval de 2011. A Beija-Flor foi sorteada para ser a sexta escola da segunda noite, ou seja, a última a desfilar, posição preferida de muitas agremiações por ser a que mais rendeu títulos a desfiles no Sambódromo.

## O enredo
No dia 4 de maio de 2010, a Beija-Flor anunciou que seu enredo para o carnaval de 2011 seria em homenagem ao cantor e compositor Roberto Carlos, torcedor declarado da escola. Roberto e a diretoria da escola tiveram um encontro no dia anterior, 3 de maio, em São Paulo. Segundo o diretor de carnaval da Beija-Flor, Laíla, o aspecto mais marcante deste primeiro encontro com Roberto Carlos foi a simplicidade do cantor, por isso, o enredo recebeu o título de "A Simplicidade de Um Rei". Para o desfile, a Beija-Flor recebeu dois milhões de reais de patrocínio da Nestlé, empresa da qual Roberto Carlos era contratado para fazer publicidade (garoto-propaganda).
A ideia de homenagear Roberto Carlos surgiu em 2009, quando a bateria da Beija-Flor foi convidada para tocar no projeto Emoções em Alto Mar, show do cantor realizado num navio. O enredo foi cogitado para o carnaval de 2010, ano do cinquentenário de carreira do cantor, mas a escola optou por homenagear Brasília mediante o recebimento de um patrocínio do Governo do Distrito Federal. Para o carnaval de 2011, a Beija-Flor chegou a cogitar um enredo sobre São Jorge, padroeiro da escola, e também recebeu a proposta de um patrocínio para homenagear a cidade de Florianópolis, enredo que acabou indo para a Grande Rio.
A sinopse do enredo, assinada pelo carnavalesco Alexandre Louzada, foi divulgada em junho de 2010. Antes, Roberto Carlos leu e aprovou o texto. A única restrição feita pelo cantor foi que a sinopse não tivesse palavras como "inferno" e "diabo". Por volta de setembro de 2010, durante a confecção do desfile, Alexandre Louzada pediu demissão da Beija-Flor por causa de divergências com Laíla, mas a presidência da escola pediu que o carnavalesco permanecesse na comissão de carnaval. Apesar permanecer na comissão, Louzada alega que teve suas ideias refutadas durante toda a produção do desfile. Laíla alega que as discordâncias começaram durante a produção dos protótipos de fantasias. Os figurinos apresentados por Louzada seriam grandes, diferente do estilo mais simples que a comissão gostaria de adotar para o desfile.

### Desenvolvimento
O enredo foi desenvolvido através das letras das canções compostas e interpretadas por Roberto Carlos.
Primeiros setores: A infância
O enredo começa com as lembranças de Roberto Carlos quando criança. O interesse pela música, os brinquedos infantis e a sua cidade natal, Cachoeiro de Itapemirim, no Espírito Santo, são lembrados nos dois primeiros setores do desfile. No segundo setor são homenageados o pai de Roberto, o relojoeiro Robertino Braga, e a mãe do cantor, a costureira Laura Moreira Braga, ambos foram homenageados por Roberto com músicas: "Lady Laura" (1978) para a mãe e "Meu Querido, Meu Velho, Meu Amigo" (1979) para o pai. Outra lembrança marcante abordada no segundo setor é a casa onde Roberto Carlos morou quando criança, na rua João de Deus Madureira, em Cachoeiro do Itapemirim, entre as serras do Espírito Santo. Detalhes da casa como o laranjal e o flamboyant no quintal são descritos na música "Meu Pequeno Cachoeiro", composta por Raul Sampaio e regravada por Roberto Carlos em 1970. Em 1966, a canção foi declarada como hino do município de Cachoeiro de Itapemirim.
Terceiro setor: O rock e a Jovem Guarda
A seguir, o enredo lembra a mudança de Roberto para o Rio de Janeiro. Segundo o roteiro do enredo, "consoante a tendência juvenil da época, (Roberto) entrou em contato com o rock, um novo ritmo musical, passando a ouvir famosos artistas estrangeiros [...] conheceu Tim Maia, Erasmo Carlos (seu maior parceiro musical) e a chamada Turma da Tijuca". Em 1957, o cantor formou o seu primeiro conjunto musical, The Sputniks, do qual também participavam Arlênio Lívio (seu colega de escola), Tim Maia, Edson Trindade e Wellington Oliveira. Convidado por Carlos Imperial, Roberto Carlos passou a se apresentar no programa musical "Clube do Rock", na TV Tupi, onde era anunciado como "o Elvis Presley brasileiro". O setor também aborda o surgimento da Jovem Guarda, movimento cultural brasileiro surgido em meados da década de 1960, que mesclava música, comportamento e moda, tendo como principal influência o rock and roll do final da década de 1950 e início dos 1960 e o soul da Motown. O movimento foi consolidado com este nome devido ao programa televisivo Jovem Guarda, exibido pela TV Record e apresentado pelos cantores e compositores Roberto Carlos, Erasmo Carlos e Wanderléa. No desfile, as alas do setor lembram sucessos de Roberto na década de 60 como "O Lobo Mau" (1961), "Splish Splash" (1963), "Quero que Vá Tudo pro Inferno" (1965) e "Negro Gato" (1966).
Quarto setor: As mulheres e o cantor das músicas românticas
No final de 1968, Roberto Carlos deixou o programa de auditório Jovem Guarda. Sem o seu principal ídolo, a TV Record retirou o programa do ar e o movimento foi perdendo a força até desaparecer no final da década de 1960. Com o fim da Jovem Guarda, alguns de seus artistas mantiveram-se identificados com o rock (caso de Os Incríveis, Eduardo Araújo e Erasmo Carlos), enquanto outros migraram para a música sertaneja (como Sérgio Reis), mas a maioria enveredou para a música romântica, de forte apelo popular, como foram os casos de Roberto Carlos, Wanderley Cardoso, Jerry Adriani, Ronnie Von e Reginaldo Rossi. Segundo o roteiro do enredo, "profundo conhecedor do universo feminino, Roberto Carlos cantou o amor e encantou corações. Dezenas de suas canções foram dedicadas ao amor, às paixões, ao romance, aos amores, às amadas e amantes". No desfile, as alas do setor lembram sucessos românticos do cantor como "Cavalgada" (1965), "Como É Grande o Meu Amor Por Você" (1967), "Amada Amante" (1971) e "O Côncavo e o Convexo" (1983).
Quinto setor: A vida nas estradas
No quinto setor, o enredo lembra as canções de Roberto Carlos sobre a vida na estrada e o gosto do cantor por automóveis, inspiração para diversas canções. As alas do setor no desfile fazem referência às músicas "O Calhambeque" (1964), "As Curvas da Estrada de Santos" (1969), "Amigo" (1977), "Caminhoneiro" (1984), "O Taxista" (1994) e "Coração Sertanejo" (2005).
Sexto setor: Preservação ambiental
Segundo o roteiro do enredo, "a preservação da natureza, com as causas ecológicas e com toda a forma de vida no planeta é uma preocupação que sempre se fez presente nas canções do Rei Roberto Carlos". Em 1976, com a canção "O Progresso", Roberto Carlos tornou-se um dos precursores da defesa da ecologia no meio musical. A música, composta em parceria com Erasmo Carlos, tem versos como "Eu queria não ver tantas nuvens escuras nos ares / Navegar sem achar tantas manchas de óleo nos mares / E as baleias desaparecendo por falta de escrúpulos comerciais / Eu queria ser civilizado como os animais / Eu queria não ver todo o verde da Terra morrendo / E das águas dos rios os peixes desaparecendo...". Em 1978, Erasmo lançou "Panorama Ecológico", composta em parceria com Roberto Carlos, que alertava para os riscos da destruição do meio ambiente. Em 1979, Roberto e Erasmo compuseram "O Ano Passado", cuja letra antagoniza o capitalismo e a ecologia ("O mar quase morre de sede no ano passado / Os rios ficaram doentes com tanto veneno / Diante da economia / Quem pensa em ecologia / Se o dólar é verde, é mais forte que o verde que havia"). Em 1981, Roberto e Erasmo compuseram "A Baleia" contra a matança de baleias. Cinco anos depois da música, em 1986, a caça de baleias foi proibida no Brasil. Em 1987, Roberto e Erasmo lançaram a música "Águia Dourada" em defesa da fauna, da flora e da cultura indígena. Em 1989, Roberto e Erasmo compuseram "Amazônia" cuja letra alerta para o desmatamento da floresta que dá título à canção.
Sétimo setor: Emoções em Alto Mar
No sétimo setor do desfile, o enredo faz referência ao projeto "Emoções em Alto Mar", show de Roberto Carlos criado em 2005 e realizado anualmente, desde então, em grandes navios durante cruzeiros pela costa marítima brasileira. Segundo a sinopse do enredo, "sob a luz da lua e embalados pelo ballet das ondas do mar, o público fica extasiado ao ouvir as canções de Roberto. Sereias, baleias e golfinhos completam o cenário da festa, que acontece sob a proteção da Rainha do Mar, incumbida de resguardar todos aqueles que em suas águas adentram. Comandante do show e de tantos corações, o Rei é também o comandante do cruzeiro encantado que navegará pelas águas do tempo, cruzando a Avenida Marquês de Sapucaí". O desfile carnavaliza o ambiente em que ocorrem os shows marítimos, com alas sobre os garçons, as danças dos casais, os comandantes do navio e até mesmo as espumas do mar.
Oitavo setor: Fé e religiosidade
O enredo é finalizado evocando a fé católica de Roberto Carlos. Religiosidade e mensagens positivas são características presentes no repertório musical do cantor, que em diversas canções exaltou a sua devoção e a força da sua fé. Em 1971, Roberto lançou a música "Jesus Cristo", composta junto com Erasmo Carlos, se tornando um de seus maiores sucessos, sendo regravada por diversos artistas e ganhando versões em outros idiomas. Em 1993, lançou "Nossa Senhora", também composta junto a Erasmo Carlos. A música celebra Nossa Senhora Aparecida, de quem Roberto é devoto. Além de "Jesus Cristo" e "Nossa Senhora", as alas do setor no desfile também fazem referência às músicas de Roberto com mensagens positivas como "Traumas" (1971), "Eu Quero Apenas" (1974) e "A Guerra dos Meninos" (1980).

## O samba-enredo

### Processo de escolha
A disputa para escolher o samba-enredo oficial da Beija-Flor teve início em 2 de agosto de 2010, com a inscrição de 54 sambas concorrentes. Aos compositores, o diretor de carnaval, Laíla, pediu um samba alegre, "para o povão cantar e interagir com a Beija-Flor". O processo de escolha foi realizado em forma de classificatória, com os sambas sendo apresentados na quadra e avaliados pela direção da escola com eliminatórias semanais. Erasmo Carlos participou da disputa com um samba composto por ele junto com o maestro Eduardo Lages e o compositor Paulo Sérgio Valle. A obra foi eliminada antes da semifinal do concurso. Roberto Carlos tentou intervir em favor da composição dos amigos, mas a escola manteve a eliminação. A final da disputa teve início na noite da quinta-feira, dia 14 de outubro de 2010, na quadra da Beija-Flor, em Nilópolis. Três obras chegaram à final. O resultado foi divulgado após as três horas da madrugada da sexta-feira, dia 15. A obra composta por Samir Trindade, Serginho Aguiar, JR Beija-Flor, Sidney de Pilares, Jorginho Moreira, Théo M. Netto, Kleber do Sindicato e Marcelo Mourão venceu a disputa. Lideranças da comunidade, o casal de mestre-sala e porta-bandeira, Claudinho e Selminha Sorriso, carnavalescos, mestres de bateria, o diretor de carnaval, Laíla, o presidente de honra da escola, Anísio Abraão David, e o presidente administrativo Farid Abrão David, decidiram por unanimidade o samba campeão. Samir e Serginho venceram também no ano anterior. Aos 28 anos, JR Beija-Flor ganhou sua primeira disputa, após dez anos de tentativas. O compositor é filho do intérprete da escola, Neguinho da Beija-Flor. Irmão de Neguinho e tio de JR, Nêgo foi o responsável por cantar o samba no concurso. Após o resultado divulgado, Neguinho se emocionou ao cantar o samba campeão. Mais de oito mil pessoas passaram pela quadra da escola durante a final. O cantor Roberto Carlos não compareceu ao evento devido à compromissos profissionais.

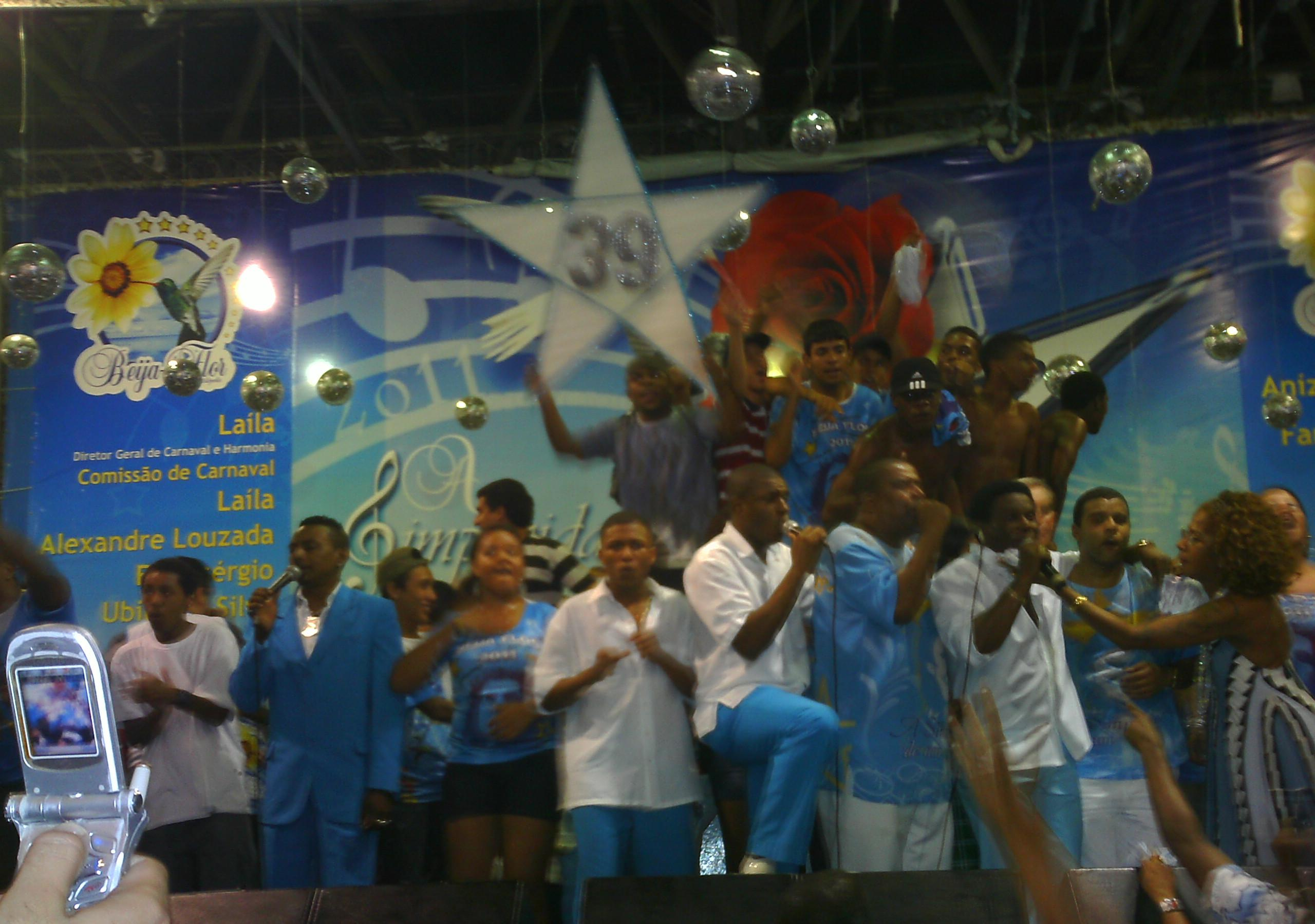
Nêgo, Neguinho da Beija-Flor e JR Beija-Flor cantam o samba campeão durante a final da disputa de samba-enredo na quadra da escola.

### Letra e melodia
Dias depois da escolha, o samba da Beija-Flor foi gravado, ao vivo, na Cidade do Samba, com a bateria e componentes da escola. A Beija-Flor levou cerca de quinhentos integrantes para a gravação da obra. O samba da Beija-Flor é a terceira faixa do álbum Sambas de Enredo 2011, lançado em novembro de 2010.
"Tínhamos na final dois sambas que dividiram a preferência dos segmentos. Como sempre, toda a comunidade foi ouvida. A decisão foi por critérios técnicos e estou confiante que a Beija-Flor continuará recebendo notas máximas dos julgadores de samba-enredo, como vem acontecendo nos últimos quinze anos. Espero que o Roberto (Carlos) goste do samba e de tudo o que está sendo feito para ele."
—Laíla, carnavalesco e diretor de carnaval da Beija-Flor.

### Letra
Assim como o enredo, o samba começa se reportando às lembranças de Roberto Carlos, quando criança, na cidade de Cachoeiro de Itapemirim ("A saudade vem pra reviver o tempo que passou / Ah, essa lembrança que ficou, momentos que não esqueci / Eu cheio de fantasias na luz do Rei menino, lá no seu Cachoeiro"). A seguir, a letra remete à Jovem Guarda e às canções "O Calhambeque" e "Amigo" ("E lá vou eu... De calhambeque a onda me levar / Na jovem guarda, o rock a embalar... Vivendo a paixão / Amigos de fé guardei no coração"). O refrão central do samba remete às canções românticas de Roberto e cita a música "Como É Grande o Meu Amor por Você", um dos maiores sucessos do cantor ("Quando o amor invade a alma... É magia / É inspiração pra nossa canção... Poesia / O beijo na flor é só pra dizer / Como é grande o meu amor por você!"). A segunda parte do samba começa fazendo referência à canção "As Curvas da Estrada de Santos" e contemplando o setor do enredo que trata da vida nas estradas ("Nas curvas dessa estrada, a vida em canções"). A seguir, a letra da obra remete ao setor do enredo que trata da natureza e das canções de Roberto em defesa da ecologia ("Chora viola nas veredas dos sertões / Lindo é ver a natureza / Por sua beleza, clamou em seus versos") e ao projeto "Emoções em Alto Mar" ("No mar navegam emoções / Sonhar faz bem aos corações"). Os versos seguintes fazem referência à religiosidade do cantor, com menção à música "Emoções" ("Na fé com o meu Rei seguindo / Outra vez estou aqui vivendo esse momento lindo / De todas as Marias vêm as bênçãos lá do céu / Do samba faço oração, poema, emoção"). O refrão principal do samba expressa a alegria da Beija-Flor em homenagear Roberto Carlos ("Meu Beija-Flor, chegou a hora / De botar pra fora a felicidade / Da alegria de falar do Rei / E mostrar pro mundo essa simplicidade").

### Crítica especializada
Para Leonardo Bruno, do Extra, o samba "pecou em criatividade". Em sua crítica, o jornalista apontou que a obra tem "dois bons refrãos, porém a primeira e a segunda parte mostram uma criatividade muito aquém do esperado. A descrição do enredo é simplória, o que não se justifica com o título do enredo" e "a citação de trechos de músicas de Roberto aparece sem muita coerência".

Os editores do site Sambario elogiaram o samba. Para Marco Maciel, "a maior virtude da obra é não se prender na obrigação ou necessidade de sua letra ser uma compilação de aspas referente à canções do Rei, com a letra buscando uma poesia própria em exaltação ao cantor, que pediu para que a letra não estivesse em primeira pessoa. O refrão principal talvez seja seu trecho mais discreto, com o discutível verso 'botar pra fora a felicidade' [...] O refrão central é primoroso em termos de melodia e letra, o melhor estribilho do ano. A segunda parte mantém a dolência, com destaque para o trecho 'de todas as Marias vêm as bênçãos lá do céu', que evoca sua religiosidade". Para João Marcos, o samba tem "uma boa melodia, que não foge das características dos sambas da escola, apesar de bem alegre e gostosa de cantar. É um samba de muitas variações, em especial a linda entrada da segunda parte. A letra possui alguns problemas, como a sequência de 'lás' na primeira, um em seguida ao outro ('Lá no seu Cachoeiro / E lá vou eu... De calhambeque a onda me levar'). Esses 'lá's repetindo não geram efeito algum dentro do samba e deveriam ter sido evitados. O 'botar pra fora' do refrão principal também dá uma impressão ruim, não era o ideal, mas a sua manutenção na letra serviu para manter a rima dentro do verso, que é um recurso interessante. É um bom samba, que aponta novas direções para as composições da escola e é destaque da safra".

## O desfile
"Agradeço por tudo. Sabia que viveria uma emoção grande, mas não sabia que seria tanto. Foi difícil segurar, mas foi uma dificuldade maravilhosa."

— Roberto Carlos, após o desfile da Beija-Flor.

"A Beija-Flor já deu o que tinha que dar com esse estilo de carnaval pesado. Queremos um samba alegre, que faça com que a Sapucaí toda cante e não só a comunidade. Chega de desfiles pesados. Queremos resgatar a alegria dos tempos antigos sem esquecer o luxo. As fantasias também serão leves e a proposta é totalmente nova, sem copiar ninguém."

— Laíla, sobre o estilo proposto para o desfile da Beija-Flor.
A Beija-Flor foi a sexta e última escola a desfilar na segunda noite do Grupo Especial, encerrando os desfiles de 2011. O desfile começou com atraso provocado por um vazamento de óleo em uma das alegorias da Unidos do Porto da Pedra, escola que desfilou antes. A equipe de limpeza do sambódromo precisou jogar serragem no chão para que ele não ficasse escorregadio. A LIESA usou o sistema de som da pista para pedir que os julgadores "pegassem leve" com a escola por conta do problema. Com a demora, a Beija-Flor acabou desfilando com dia claro. A apresentação teve início às cinco horas e dezesseis minutos da madrugada de terça-feira, dia 8 de março de 2011. A escola terminou seu desfile às seis horas e 32 minutos, após 77 minutos de apresentação. Pela regras do concurso, cada escola deveria se apresentar entre 65 e 85 minutos.
Roberto Carlos chegou ao sambódromo por volta da meia-noite. O cantor ficou em um camarim perto da dispersão do sambódromo até as três da madrugada, quando foi levado, numa Mercedes blindada, para um motorhome azul, de vidros escuros (que ele costuma utilizar em seus shows) na concentração da Sapucaí, onde se arrumou e ficou até o momento do desfile. Para subir na alegoria, o cantor foi cercado pro setenta seguranças da LIESA. Após o desfile, para descer da alegoria, novamente Roberto foi cercado por seguranças que formaram um corredor até a Mercedes do cantor. A comissão de carnaval da Beija-Flor optou por fazer um desfile leve e alegre, com o intuito de empolgar o público. A inspiração foi em desfiles antigos da União da Ilha do Governador, como "Domingo" (1977) e "O Amanhã" (1978).
Abaixo, o roteiro do desfile e o contexto das alegorias e fantasias apresentadas.
| Roteiro | Roteiro |
| Setor 1 | Setor 1 |
| --- | --- |
| Comissão de Frente: "Sonho... A Minha Inspiração" Coreografada por Carlinhos de Jesus, a comissão simboliza um sonho com as inspirações do cantor Roberto Carlos quando criança. Quinze integrantes participam da coreografia, sendo sete homens e oito mulheres. Um elemento cenográfico é utilizado na forma de um caminhão de brinquedo (em proporção grande) e um tablado com um elemento representando um rádio antigo. Thaian Marques, de doze anos, representou Roberto Carlos quando criança. O menino abre a apresentação "puxando" o elemento em forma de caminhão. Ele sobre no tablado e mexe no rádio, de onde saem componentes vestindo malha azul, simbolizando notas musicais. Os componentes descem do tablado e fazem uma coreografia no chão para encanto do menino, que acompanha tudo de perto. Em determinado momento, os componentes sobem o tablado e entram novamente no rádio. O menino vai atrás das "notas musicais" e a caixa que simboliza o rádio se abre, mas ninguém aparece dentro dela. Num truque de ilusionismo, os componentes entram na caixa e somem. O elemento cenográfico foi construído com auxílio do ilusionista Issao Imamura. A seguir, na coreografia, o menino fica triste e faz um gesto com as mãos como se estivesse rezando. A caixa volta a se abrir e os componentes, que representam notas musicais, voltam a aparecer, dessa vez, carregando a atriz e bailarina Cláudia Raia, que representa as musas das canções de Roberto. Os componentes descem do tablado junto com Claudia Raia e passam a acompanhar a apresentação do primeiro casal de mestre-sala e porta-bandeira.O elemento cenográfico da comissão representando um caminhãozinho de brinquedo e um tablado com rádio em cima.Componentes representando notas musicais saem de dentro do "rádio".O "rádio" abre com Cláudia Raia sendo carregada pelos componentes. A atriz representou as musas inspiradoras de Roberto Carlos. | |
| Primeiro Casal de Mestre-sala e Porta-bandeira (Claudinho e Selminha Sorriso): "As Fantasias de Um Coração Azul e Branco" O primeiro casal apresentou uma coreografia integrada com a comissão de frente. Os integrantes da comissão, incluindo Cláudia Raia, descem do tablado e se colocam envolta do primeiro casal. Enquanto Selminha e Claudinho dançam, os integrantes também fazem uma coreografia utilizando um artigo conhecido como "véu fan" ou "véu leque". Este foi o décimo quinto ano de Selminha e Claudinho na Beija-Flor e o décimo nono que os dois dançam juntos. O casal veste fantasia azul e branca, que além de ser as cores da escola, também são as cores preferidas de Roberto Carlos. Claudinho dança segurando uma rosa vermelha lembrando o costume de Roberto Carlos em distribuir rosas em seus shows. | |
| Ala 1: "Voa Riscando o Azul do Céu" Assim como o primeiro casal, a primeira ala do desfile também faz menção às cores da escola, com os integrantes vestindo figurinos azul e branco. A ala é coreografada. Enfileirados, homens e mulheres formam pares. Segundo o roteiro oficial do desfile, "o pavilhão da agremiação ganha vida, transformando o chão da Avenida Marquês de Sapucaí em um dançante tapete azul e branco. É a Beija-Flor de Nilópolis vibrando com as emoções do Rei Roberto Carlos". | |
| Alegoria 1: "Das Lembranças que Eu Trago da Vida" O carro abre-alas do desfile remete à saída de Roberto Carlos de sua cidade natal, Cachoeiro de Itapemirim. Segundo o roteiro oficial do desfile, "uma revoada de beija-flores conduz a carruagem do Rei, ainda menino, quando da sua saída de sua cidade natal". A alegoria é decorada com cem esculturas de beija-flores coloridos articulados. A frente da alegoria tem a forma de uma carruagem dourada, em referência à partida de Roberto da cidade. Alguns carrinhos de brinquedo em volta da carruagem fazem referência à infância do cantor. A segunda parte da alegoria tem forma de cachoeira, lembrando o nome da cidade natal de Roberto. O título da alegoria foi retirado de um trecho da música "Outra Vez", lançada por Roberto em 1977. Destaques de luxo da alegoria: Fabíola David com a fantasia "O Beijo na Flor" e Paulo Robert com a fantasia "O Beija-Flor Imperial". Visão geral da alegoria, vista da arquibancada.Fabíola David com a fantasia "O Beijo na Flor".Paulo Robert com a fantasia "O Beija-Flor Imperial". | |
| Setor 2 | |
| Ala 2: "Meu Pequeno Cachoeiro" A segunda ala do desfile faz referência ao município de Cachoeiro de Itapemirim, cidade natal de Roberto. A fantasia faz referência ao brasão da cidade, composto por uma coroa murada e ramos de café. O nome da fantasia é o mesmo da canção "Meu Pequeno Cachoeiro", do compositor Raul Sampaio, mas que ficou conhecida nacionalmente na voz de Roberto Carlos, sendo declarada como hino da cidade. | Ala 3: "O Laranjal do Meu Quintal" A terceira ala remete à laranjeira que tinha no quintal da casa de Roberto, quando criança, em Cachoeiro. Trata-se de uma memória de infância do cantor. Também remete à música "Meu Pequeno Cachoeiro", regravada por Roberto Carlos em 1970, cuja letra diz "Recordo a casa onde eu morava / o muro alto, o laranjal...". |
| Segundo Casal de Mestre-sala e Porta-bandeira (David Sabiá e Janailce Adjane) "Meu Flamboyant na Primavera" O segundo casal da Beija-Flor simboliza o flamboyant que tinha no quintal da casa em que Roberto morou em Cachoeiro quando criança. O flamboyant é uma árvore com flores em tons de vermelho, laranja e amarelo | Ala 4: "Meu Flamboyant na Primavera" A quarta ala também simboliza o flamboyant da casa de Roberto. A árvore é citada na música "Meu Pequeno Cachoeiro", cuja letra diz "Meu flamboyant na primavera / que bonito que ele era / dando sombra no quintal...". |
| Terceiro casal de Mestre-sala e Porta-bandeira (Andrezinho e Naninha Fidellys) / Ala 5: "O Passado em Retratos na Parede" O terceiro casal da Beija-Flor e os componentes da quinta ala do desfile vestem fantasias semelhantes e com o mesmo significado, simbolizando as memórias de infância de Roberto Carlos. O figurino, em tons de branco e prata, é decorado com fotografias, em preto e branco, dos pais de Roberto (Laura e Robertino) além do próprio Roberto Carlos quando criança. | |
| Ala 6: "O Relojoeiro dos Conselhos Certos" A ala homenageia Robertino Braga, o pai de Roberto Carlos. A fantasia faz referência ao fato de Robertino ter sido relojoeiro e o nome da ala remete à canção "Meu Querido, Meu Velho, Meu Amigo", composta por Roberto e Erasmo Carlos em 1979 em homenagem à Robertino. | Ala 7: "Lady Laura - Minha Mãe Costureira" A sétima ala homenageia Laura Moreira Braga, a mãe de Roberto Carlos. A fantasia faz referência ao fato de Laura ter sido costureira e o nome da ala remete à canção "Lady Laura", composta por Roberto e Erasmo Carlos em 1978 em homenagem à Laura. |
| Alegoria 2: "A Casa Modesta Naquela Terra entre as Serras" A segunda alegoria remete à casa onde Roberto Carlos morou enquanto criança, na Rua João de Deus Madureira, em Cachoeiro do Itapemirim, entre as serras do Espírito Santo. O carro alegórico apresenta uma réplica da casa, de forma carnavalizada, com as fotos de Roberto e seus pais Laura e Robertino. A alegoria também é decorada com esculturas de máquinas de costura, linhas, tesouras e fitas em referência à profissão de Laura, que era costureira. Na parte de trás da alegoria, a representação de uma laranjeira igual a que tinha na casa. Destaques de luxo da alegoria: Zeza Mendonça com a fantasia "Minha Mãe Costureira" e Zezito Ávilla com a fantasia "Meu Flamboyant na Primavera". Visão geral da alegoria, vista da arquibancada.Máquina de costura da mãe Laura e a laranjeira.Zeza Mendonça com a fantasia "Minha Mãe Costureira". | |
| Setor 3 | |
| Ala 8: "O Rei do Rock e o Elvis Brasileiro" Abrindo o terceiro setor, a oitava ala do desfile remete ao contato de Roberto Carlos com o Rock e Elvis Presley, considerado o "Rei" do gênero. Convidado por Carlos Imperial, Roberto Carlos passou a se apresentar no programa musical "Clube do Rock", na TV Tupi, onde era anunciado como "o Elvis brasileiro". | Ala 9: "The Sputniks - A Primeira Banda" A nona ala faz referência ao primeiro conjunto musical do qual Roberto Carlos foi integrante. A banda era composta por Roberto, Arlênio Lívio, Tim Maia, Edson Trindade e Wellington. O nome do grupo, The Sputniks, foi influenciado pelos noticiários dos voos orbitais da sonda Sputnik. |
| Ala 10: "Jukebox - O Estouro Eletrônico" No contexto da popularização do rock nos anos 60, a décima ala do desfile faz referência à jukebox, um aparelho eletrônico que tem por função reproduzir as músicas escolhidas pelos clientes que estejam em seu catálogo, ao se inserir moedas na máquina. A aparelhagem de som contava com uma sequência de luzes coloridas, as quais piscavam enquanto a música tocava, se tornando popular no início da década de 1960, quando a então nova tecnologia foi utilizada para divulgar ídolos estrangeiros e inspirar artistas nacionais. | |
| Ala 11: "Sete Vidas para Viver, Miau!" A ala simboliza a canção "Negro Gato", composta por Getúlio Cortes. Lançada em 1964 por Renato e Seus Blue Caps, a música foi regravada por Roberto Carlos, numa versão rock, em 1966, se tornando um dos primeiros sucessos do cantor. | Ala 12: "Splish Splash - O Beijo Roubado" A ala faz referência à música "Splish Splash", composta por Erasmo Carlos e gravada por Roberto Carlos para seu segundo álbum, também nomeado Splish Splash, lançado em 1963. A canção marca a incursão de Roberto no rock and roll. |
| Ala 13: "Eu Sou o Tal! Me Chamo Lobo Mau" A ala remete à música "O Lobo Mau", composta por Hamilton Di Giorgio, gravada por Renato e Seus Blue Caps em 1963 e regravada por Roberto Carlos para o álbum Jovem Guarda. | Ala 14: "E que Tudo Mais, Vá!" A fantasia, em tons de laranja, faz referência ao sucesso "Quero que Vá Tudo pro Inferno", música composta por Erasmo Carlos e Roberto Carlos e lançada no álbum Jovem Guarda, de 1965. O nome da ala/fantasia omite a palavra "inferno", um vez que o próprio Roberto Carlos não gosta da palavra, tendo deixado de cantar a música por muitos anos para não pronunciá-la. |
| Alegoria 3: "Jovem Guarda - Sonho e Realidade Ocupam o Mesmo Espaço" A terceira alegoria do desfile faz referência à Jovem Guarda, um movimento cultural brasileiro surgido em meados da década de 1960, que mesclava música, comportamento e moda, tendo como principal influência o rock and roll do final da década de 1950 e início dos 1960 e o soul da Motown. O movimento foi consolidado com este nome devido ao programa televisivo Jovem Guarda, exibido pela TV Record e apresentado pelos cantores e compositores Roberto Carlos, Erasmo Carlos e Wanderléa. Erasmo e Wanderléa desfilaram como destaque na alegoria, assim como diversos outros artistas como Agnaldo Timóteo, Agnaldo Rayol, Boni, Luís Carlos Miele, Ricardo Amaral, Leleco, filho de Chacrinha, caracterizado como o pai, entre outros. A alegoria é decorada com esculturas de lambretas, calhambeques, jukebox e discos de vinil, além de imagens de diversos artistas que fizeram parte da Jovem Guarda, em referência à época do movimento, que durou apenas durante os anos 60. Visão geral da terceira alegoria.O cantor Erasmo Carlos.A cantora Wanderléa. | |
| Setor 4 | |
| Ala 15: "A Cavalgada dos Amantes" A ala faz referência à música "Cavalgada", composta por Roberto e Erasmo Carlos em 1965. A canção descreve uma tórrida noite de amor, onde o amante cavalga a noite inteira por uma estrada colorida. Ala 16: "Só Você Amada, Amante" Com fantasias em tons de rosa e lilás, a ala simboliza a canção de sucesso "Amada Amante", composta por Roberto e Erasmo Carlos em 1971. Ala 17: "Côncavo e Convexo - O Encontro Perfeito" A ala remete à música "O Côncavo e o Convexo" composta por Roberto e Erasmo Carlos em 1983. A fantasia é decorada com formas de coração e plumas rosas e azuis. | |
| Ala 18 (Passistas): "Semente de Samba e de Amor" Segundo o roteiro do desfile, a fantasia da ala de passistas significa que "o Rei Roberto Carlos foi ver a comunidade (da Beija-Flor) sambar, e quando ela sambou, pediu socorro! Viu então, germinar as sementes do samba e de amor, brotando dos mais pequeninos aos mais experientes pés dos passistas. A arte de sambar encontrou ali, um solo fértil para crescer e se perpetuar, enquanto o amor ao samba existir". Roberto visitou a quadra da Beija-Flor, em Nilópolis, na madrugada de 4 de fevereiro de 2011. Roberto cantou, tocou tamborim e jogou rosas vermelhas para o público de três mil pessoas que estava presente na quadra. | Ala 19 (Bateria): "O Comandante do Seu Coração" Os 253 ritmistas da bateria "Soberana" desfilaram vestidos de comandantes náuticos/marinheiros em referência ao projeto "Emoções em Alto Mar", show de Roberto Carlos que é realizado em um navio de cruzeiro.Os ritmistas da bateria.A rainha de bateria, Raíssa Oliveira. |
| Ala 20: "Provocante e Sensual" A vigésima ala remete ao estilo sedutor e ousados de determinadas canções de Roberto Carlos, principalmente as que tratam do universo feminino. Segundo o roteiro do desfile, "a mulher, escolhida como a sua principal personificação, muitas vezes utiliza-se de artifícios femininos, que podem ser considerados verdadeiras armas de conquista e sedução". | Ala 21: "A Voz do Coração" A ala exalta Roberto Carlos como "a voz do coração", uma espécie de "conselheiro amoroso", em referência às suas músicas sobre amor e relacionamentos. |
| Ala 22: "O Amor Maior do Mundo" Assim como as anteriores, a ala 22 trata do romantismo no repertório de Roberto Carlos. O nome da fantasia, "O Amor Maior do Mundo", foi retirado de um verso da música "Como É Grande o Meu Amor Por Você" ("Nunca se esqueça, nem um segundo / Que eu tenho o amor maior do mundo"), composta por Roberto Carlos e lançada no álbum Roberto Carlos em Ritmo de Aventura de 1967. | Ala 23 (Baianas): "A Linguagem das Rosas" As 160 baianas da Beija-Flor desfilaram fantasiadas de rosas vermelhas, lembrando o costume do cantor Roberto Carlos em distribuir rosas para o público presente em seus shows. |
| Alegoria 4: "As Mulheres e a Tradução do Amor" A quarta alegoria do desfile homenageou as mulheres, constantemente retratadas no repertório musical de Roberto Carlos. Em 2009, o cantor lançou o álbum Elas Cantam Roberto Carlos, no qual diversas cantoras interpretam suas canções. O carro alegórico, predominantemente em tons de vermelho e dourado, é decorado com formas de coração, rosas vermelhas e bustos de mulheres. Desfilaram na alegoria personalidades como Hebe Camargo, Alcione, Fafá de Belém, Rosemary, Fernanda Abreu, além de Linda Conde como destaque de luxo. | |
| Setor 5 | |
| Ala 24: "As Curvas da Estrada de Santos" Abrindo o setor dedicado aos motoristas, a ala 24 faz referência à canção "As Curvas da Estrada de Santos", composta por Roberto e Erasmo Carlos e lançada no LP Roberto Carlos, de 1969. | Ala 25: "Taxista - O Artista do Asfalto" A ala simboliza a música "O Taxista", composta por Roberto e Erasmo Carlos e lançada no álbum Roberto Carlos, de 1994. A canção narra o dia-a-dia de um taxista. |
| Ala 26: "Como Um Bom Caminhoneiro" A ala remete à canção "Caminhoneiro". Composta por Roberto Carlos, Erasmo Carlos e John Hartford, a música fez sucesso no ano de 1984. | Ala 27: "Tantos Caminhos e Tantas Jornadas" No contexto das músicas de Roberto que exaltam os motoristas e as estradas, a ala 27 faz referência às sinalizações das vias. A fantasia da ala é decorada, de forma carnavalizada, por placas e semáforos. O título "Tantos Caminhos e Tantas Jornadas" foi retirado de um verso da canção "Amigo", composta por Roberto e Erasmo Carlos e lançada no álbum Roberto Carlos de 1977 ("Você meu amigo de fé, meu irmão camarada / Amigo de tantos caminhos e tantas jornadas"). |
| Ala 28: "Penso Nela no Caminho" Assim como a ala 26, a ala 28 também remete à canção "Caminhoneiro", mas, dessa vez, sob a perspectiva da saudade que os caminhoneiros sentem de suas esposas quando estão em viagem. | Ala 29: "Mandei pro Mecânico" A ala exalta os mecânicos através da canção "O Calhambeque", versão de Erasmo Carlos para a música "Road Hog", de John e Gwen Loudermilk, lançada no álbum É Proibido Fumar de 1964. Na música, Roberto Carlos canta que mandou o Cadillac pro mecânico outro dia, pois há muito tempo um conserto ele pedia. |
| Ala 30: "No Coração Sertanejo" A ala trinta faz referência à canção "Coração Sertanejo" composta por Neuma Moraes e Neon Moraes, e gravada por Roberto Carlos em 2005. A fantasia é decorada com cabeça e chifre de gado e componentes carregam uma viola carnavalizada em alusão à letra da música, que diz que o sertão é um lugar onde não faltam estórias sobre animais e rios, e onde um violeiro toca para as pessoas sonharem. | Ala 31: "Tô na Rua, Tô na Pista" Segundo o roteiro do desfile, a ala 31 simboliza que "a carência e a solidão nas estradas acabam por ocasionar furtivos encontros amorosos. Não é raro que as 'mulheres da vida' consigam chamar a atenção mesmo de homens acompanhados, dando início a uma confusão. Quantas vezes esposas enciumadas gritaram ao taxista: 'Siga aquele carro!'. Apressados, os motoristas se esquecem até de pagar o combustível, fazendo com que os pobres frentistas saiam em disparada a fim de evitar o prejuízo. Desatentos com a correria, sinais vermelhos e quebra-molas passam desapercebidos, fazendo dos mecânicos, os melhores amigos dos motoristas. O nome da ala foi retirado de um verso da música "O Taxista" ("Sou taxista, tô na rua, tô na pista / Não tô no palco, mas no asfalto eu sou um artista"). |
| Alegoria 5: "Todo Dia Nessa Estrada" A quinta alegoria, assim como as alas que a antecedem, faz referência às canções de Roberto Carlos que exaltam os motoristas e a vida nas estradas, além do gênero sertanejo. O carro alegórico é decorado com grandes esculturas de carretas, caminhões e táxis, além de itens de sinalização como placas, cones e semáforos. Na alegoria, desfilaram ícones do sertanejo como Chitãozinho, Xororó, Roberta Miranda, Paula Fernandes, Bruno, Marrone, Gian e Giovani. | |
| Setor 6 | |
| Ala 32: "Raízes das Gigantes Florestas" Abrindo o setor que trata da natureza, a ala 32 faz referência à preservação das árvores. | Ala 33: "A Amazônia e a Conscientização" A ala remete à canção "Amazônia", composta por Roberto e Erasmo Carlos e lançada em 1989, que trata da preservação da natureza. |
| Ala 34: "Onça - Ser Civilizado como os Animais" A ala simboliza a onça-pintada, que, em 2011, ano do desfile, estava classificada como em estado de ameaça iminente. O nome da fantasia remete à letra da música "O Progresso", composta por Roberto e Erasmo Carlos e lançada no álbum Roberto Carlos de 1976. | Ala 35: "Papagaios - O Meio Ambiente Fala!" A ala representa os papagaios. Segundo o roteiro do desfile, a ave "é capaz de imitar sons, inclusive a fala humana, sendo o verdadeiro porta-voz da natureza que reclama, pede, chora e chama, mas poucos escutam". |
| Ala 36: "Garças - A Elegância Ecológica" A ala simboliza as garças. As aves são comumente encontradas nas copas das árvores próximas ao Rio Itapemirim, na cidade natal de Roberto Carlos. | Ala 37: "Borboletas - A Beleza das Coisas Mais Simples" A ala representa as borboletas. Segundo o roteiro do desfile, "ao contemplar a natureza nesse mundo, tentamos achar um só defeito, mas encontramos a beleza das coisas mais simples, como as borboletas." |
| Ala 38: "Tucanos - O Exotismo da Natureza" A ala simboliza os tucanos. Segundo o roteiro do desfile, as aves não estão em extinção mas sofrem com o tráfico. | Ala 39: "Araras - Um Colorido a Mais no Azul do Céu" Ainda no contexto de preservação da natureza, os componentes da ala 39 desfilaram fantasiados de arara. |
| Alegoria 6: "Preservação - A Natureza Pode Ser Mais Verde" A sexta alegoria, assim como as alas que a antecedem, faz referência às canções de Roberto Carlos sobre a natureza. Segundo o roteiro do desfile, "a preservação da natureza e de toda a forma de vida no planeta é uma preocupação que sempre se fez presente nas canções do Rei Roberto Carlos; que ao cantar 'Amazônia, Insônia do Mundo', deixou claro que há tempos esta questão, extremamente relevante. ganhou âmbito internacional." O carro alegórico é decorado com esculturas de animais como onças, araras, tucanos e borboletas. Há também uma grande escultura central, em forma de mulher-árvore, simbolizando a mãe natureza. Várias esculturas são articuladas, dando movimento à alegoria. À frente do carro alegórico, desfilou o passista Cássio Dias, representando a "Relva Verde".Visão geral da alegoria, vista da arquibancada.Uma mulher-árvore simboliza a mãe natureza.Onças, borboletas e outros animais decoram a alegoria. | |
| Setor 7 | |
| Ala 40: "Brindemos Agora o Amor e a Vida" Abrindo o setor que trata do show "Emoções em Alto Mar", realizado num navio de cruzeiro, a ala quarenta representa os garçons do navio em que o show é realizado. Os componentes desfilam trajados de garçons, carregando bandejas com taças de forma carnavalizada. O título da ala foi retirado de um verso da canção "O Gosto de Tudo", composta por Roberto e Erasmo Carlos e lançada no álbum Roberto Carlos de 1980. | Ala 41: "Eu Posso Dançar com Você" A ala, coreografada com casais, retrata as dependências do navio durante um show de Roberto Carlos. O título da ala foi retirado de um verso da canção "Música Suave", composta por Roberto e Erasmo Carlos e lançada no álbum Roberto Carlos de 1978. |
| Ala 42: "O Velho Homem do Mar" A ala faz referência aos marinheiros/comandantes do navio. O nome da fantasia, "O Velho Homem do Mar", é também o título de uma canção gravada por Roberto Carlos e lançada no álbum Jovem Guarda, de 1965. | Ala 43: "Pelas Ondas da Canção" Segundo o roteiro do desfile, a ala simboliza como "o ballet de espumas brancas que se forma quando as águas, ora se elevam, ora se cavam na superfície agitada do mar, apresenta-se ao som das canções de Roberto Carlos, e emoldura o casco do pomposo navio". |
| Alegoria 7: "O Cruzeiro Encantado Atravessa a Marquês de Sapucaí" A sétima alegoria do desfile recria um grande navio de cruzeiro em referência ao show "Emoções em Alto Mar". Projeto criado no ano de 2005, e realizado anualmente, os shows acontecem a bordo de um passeio pela costa brasileira, nos teatros de grandes navios, para uma plateia de fãs locais e turistas. O carro alegórico é decorado com esculturas de sereias, baleias e golfinhos. Na parte de trás da alegoria, uma grande escultura de Iemanjá, reconhecida como a divindade das águas. A direção da escola tentou esconder a escultura de Iemanjá com receio de que Roberto Carlos, por ser católico, pedisse para retirar a escultura. Mas o cantor descobriu antes do desfile e não reclamou.Visão geral do sétimo carro alegórico do desfile.Lateral da alegoria imita as janelas de um navio.Tom Cavalcante entre outros desfilam na alegoria. | |
| Setor 8 | |
| Ala 44: "O Germinar da Flor do Bem" Segundo o roteiro do desfile, a ala simboliza as rosas brancas, que "representam a pureza, a unidade, a humildade, a bondade e a dignidade". | Ala 45: "O Amor Decidindo a Vida" Componentes desfilam com fantasias em tons cor-de-rosa que, segundo o roteiro do desfile, é geralmente associado ao amor fraterno, tema da ala. O nome da fantasia foi retirado de um verso da canção "Eu Quero Apenas", composta por Roberto e Erasmo Carlos e lançada no álbum Roberto Carlos de 1974. |
| Ala 46: "Mensageiros da Transformação" A ala 46, assim como as anteriores, faz referência às mensagens de positivismo em canções de Roberto Carlos. Componentes vestem fantasia em tons de lilás, cor comumente associada à transformação. | Ala 47 (Damas): "Sob o Manto Sagrado de Todas as Marias" A ala das damas da Beija-Flor lembra que, católico, Roberto Carlos é devoto de Nossa Senhora Aparecida. Junto com Erasmo Carlos, Roberto é autor da canção de sucesso "Nossa Senhora", lançada em 1993. |
| Ala 48: "Um Batalhão de Paz" A ala remete à canção "A Guerra dos Meninos", composta por Roberto e Erasmo Carlos e lançada no álbum Roberto Carlos de 1980. A música tem como tema o anseio pela paz mundial. | Ala 49: "Os Anjos que Eu Conheci" A ala faz referência à canção "Traumas", composta por Roberto e Erasmo Carlos e lançada no álbum Roberto Carlos de 1971. Na música, Roberto canta que conheceu anjos durante um delírio febril. |
| Ala 50 (Baianinhas): "Olho pro Céu e Sinto Crescer a Fé" A ala simboliza as canções de Roberto Carlos em exaltação à força da fé. O nome da ala foi retirado de um verso da música "Jesus Cristo", composta por Roberto e Erasmo Carlos em 1970. | Ala 51 (Velha Guarda): "Um Milhão de Amigos" A ala da velha guarda remete à canção "Eu Quero Apenas", composta por Roberto e Erasmo Carlos e lançada no álbum Roberto Carlos de 1974, cujo refrão diz "Eu quero ter um milhão de amigos / E bem mais forte poder cantar". |
| Alegoria 8: "A Luz da Lei que Ilumina o Caminho" O homenageado desfilou na última alegoria, que faz referência à sua religiosidade. O cantor vestiu calça branca e blusa em dégradé azul assinados pelo estilista Ricardo Almeida. Além de Roberto, cerca de trezentas crianças desfilaram no carro, vestidas de branco. Três elevadores hidráulicos foram construídos para que o cantor subisse na alegoria. No momento de subir, ele poderia escolher se usaria o elevador do lado direito ou o do lado esquerdo; depois ainda usaria o elevador do centro para chegar à altura da plataforma em que desfilaria. A alegoria é decorada com uma grande escultura representando Jesus Cristo e outras esculturas menores de anjos de vários tipos (arautos, querubins e serafins). Originalmente, a escultura de Jesus tinha cabelos castanhos. Cerca de três dias antes do desfile, uma equipe da Arquidiocese do Rio de Janeiro percorreu o barracão da escola e fotografou a alegoria. As fotos foram levadas para a avaliação do arcebispo do Rio, Orani Tempesta. Após a vistia, a Beija-Flor decidiu alterar a alegoria. A escultura de Jesus teve os cabelos pintados de branco e ganhou um par de asas. A escultura passou a ser referida como um "ser de luz" e não mais Jesus Cristo. As esculturas menores, que representavam Nossa Senhora, foram cobertas com véus transparentes. A escola não revelou se alterou a alegoria por vontade própria ou por algum pedido da Arquidiocese.Visão geral do último carro alegórico do desfile.Roberto Carlos desfilando na alegoria.Esculturas de anjos decoram o carro. | |

### Recepção dos especialistas
Ao final dos desfiles, a imprensa apontou Unidos da Tijuca, Beija-Flor e Unidos de Vila Isabel como as favoritas ao título, com vantagem para a Unidos da Tijuca. Rafael Lemos, da Veja, escreveu que a Beija-Flor "ficou aquém do que se costuma esperar dela. As fantasias luxuosas e com excelente acabamento destoaram dos carros alegóricos, que refletiram a crise de identidade estética vivida pela agremiação. O carisma do homenageado, no entanto, fez a diferença e garantiu a empatia com o público. O samba-enredo simples e direto – coisa recente na agremiação de Nilópolis, famosa por criar letras rebuscadas – também ajudou". O jornalista também apontou que, devido ao vazamento de óleo na pista, "na primeira cabine de jurados, a comissão de frente e o casal de mestre-sala e porta-bandeira, Claudinho e Selminha Sorriso, mal conseguiam se manter de pé, e tiveram suas apresentações bastante prejudicadas" e que "problemas de evolução, sem gravidade, também podem custar alguns décimos" à escola.
Roberta Pennafort, do Estadão, analisou que a Beija-Flor "se apoiou no carisma de seu homenageado e na disposição dos seus componentes, que cantaram com entusiasmo. No entanto, a escola pecou num de seus trunfos: a evolução. A agremiação deixou buracos em pelo menos dois setores". A jornalista concluiu que "ficou a sensação de que a Beija-Flor poderia ter feito melhor, apostado mais. Mas não há quem possa negar que a escola, que venceu cinco campeonatos nos últimos dez anos, tem seu selo de qualidade: os carros bem acabados, luxuosos, e as fantasias executadas com capricho".
Aydano André Motta, do jornal O Globo, apontou que a escola realizou um desfile de "muita empolgação, marcado pela força do canto e a perícia para desfilar" o que "deu até para compensar as alegorias no máximo razoáveis". O jornalista ainda pontuou que o início do desfile foi tenso, com o primeiro casal de mestre-sala e porta-bandeira, Claudinho e Selminha Sorriso, tendo dificuldades para dançar na pista. Os jurados do prêmio Estandarte de Ouro apontaram que a Beija-Flor apresentou um desfile "rico e tecnicamente impecável, embora não tão bem resolvido visualmente" e que "escoltada por sua competente bateria e habitual empenho de seus componentes, a escola saiu-se bem ao apresentar o enredo sobre Roberto Carlos. A agremiação mostrou evolução irregular ao longo de suas alas, prejudicadas por uma comissão de frente que, por vezes, retinha o fluxo do desfile". A Folha de S.Paulo elogiou o desfile da Beija-Flor, apontando que a escola "emocionou e animou o público" com uma apresentação de "cores e inovações". O site UOL apontou que a escola realizou um "desfile tecnicamente perfeito" e "conseguiu empolgar de maneira diferenciada o público da Marquês de Sapucaí, credenciando-se como forte candidata ao título".

## Julgamento oficial
"Sem dúvida que essa, se não a maior, é uma das maiores consagrações que recebi na vida. E já vivi grandes emoções, mas esta foi realmente uma coisa que eu não encontro a palavra para dizer o que significa para mim [...] Ficou maravilhoso. É minha escola. Foi ainda melhor [...] Já chorei muito hoje. Jamais vou esquecer esse carnaval."

— Roberto Carlos, após a vitória da Beija-Flor.
A Beija-Flor venceu o Grupo Especial do carnaval de 2011 com 1,4 pontos de vantagem sobre a segunda colocada, Unidos da Tijuca, conquistando seu 12.º título de campeã na folia carioca. O título anterior da Beija-Flor foi conquistado três anos antes, em 2008. Com a vitória, a escola se tornou a maior campeã do Sambódromo da Marquês de Sapucaí. De 1984, quando o Sambódromo foi inaugurado, até 2011, a Beija-Flor venceu sete carnavais contra seis da Imperatriz Leopoldinense (a segunda maior campeã até então). No ranking geral, desde o primeiro desfile realizado em 1932, a Beija-Flor permaneceu como a terceira maior campeã, atrás da Portela e da Mangueira, que em 2011 tinham 21 e 18 títulos, respectivamente.
Roberto Carlos acompanhou a apuração do seu apartamento na Urca, zona sul do Rio, acompanhado por funcionários, e chegou a chorar de emoção com a vitória da escola. Após o resultado, o cantor foi comemorar na quadra da Beija-Flor, em Nilópolis, que reuniu cerca de oito mil pessoas na festa do título.

### Notas

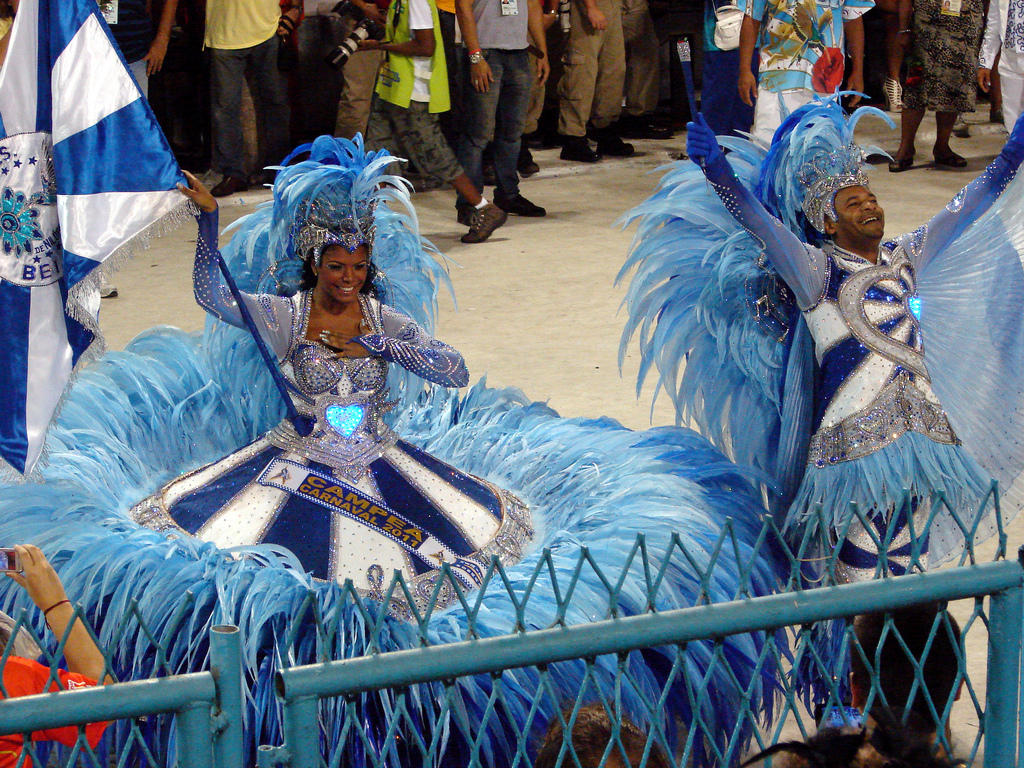
Selminha Sorriso e Claudinho durante o Desfile das Campeãs. No desfile oficial, casal foi prejudicado pelo óleo na pista, perdendo pontos de dois julgadores.

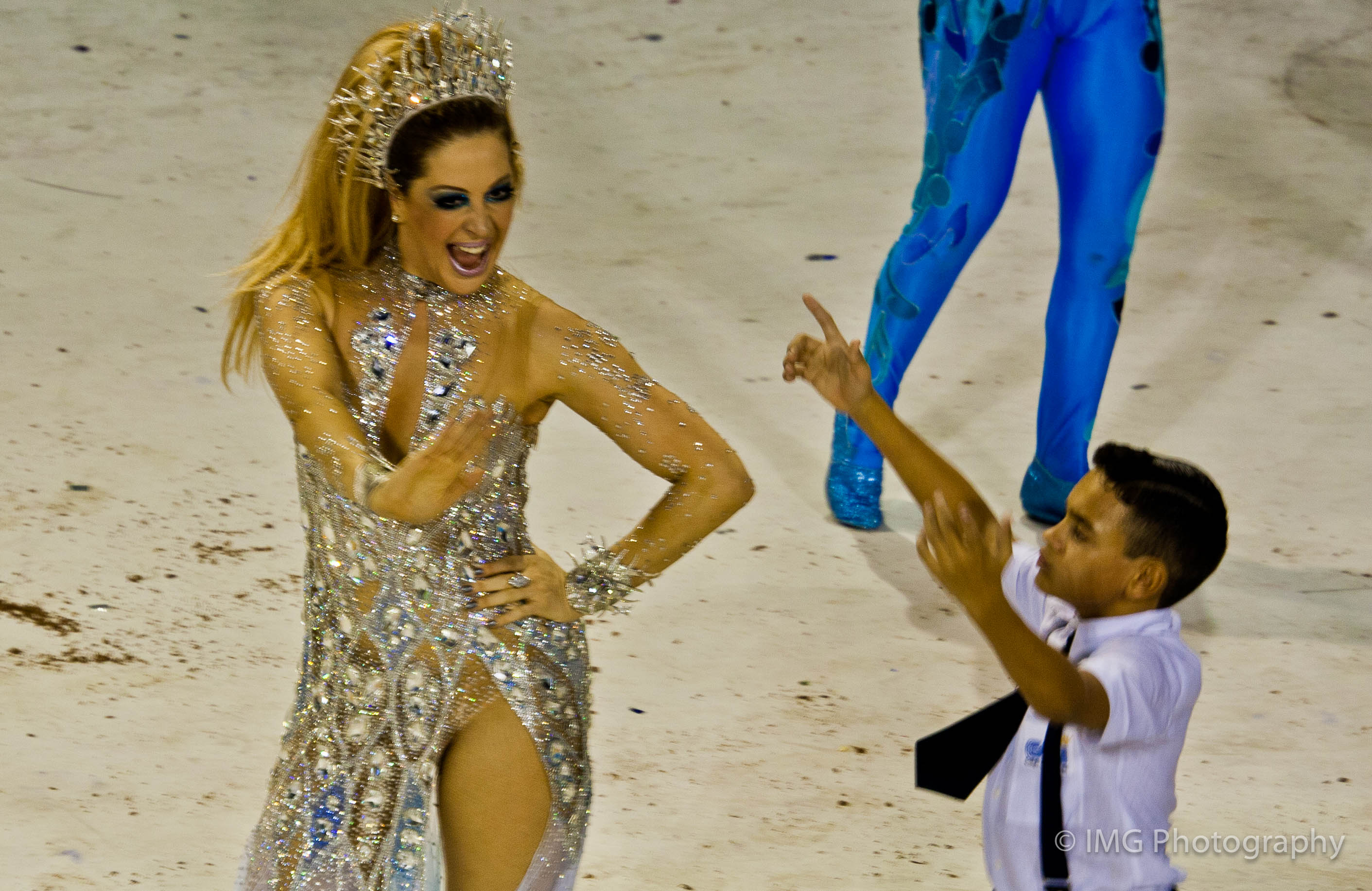
Cláudia Raia e o menino Thaian Marques na comissão de frente da Beija-Flor. Julgador tirou ponto por falta de ousadia e criatividade, mas nota foi descartada.

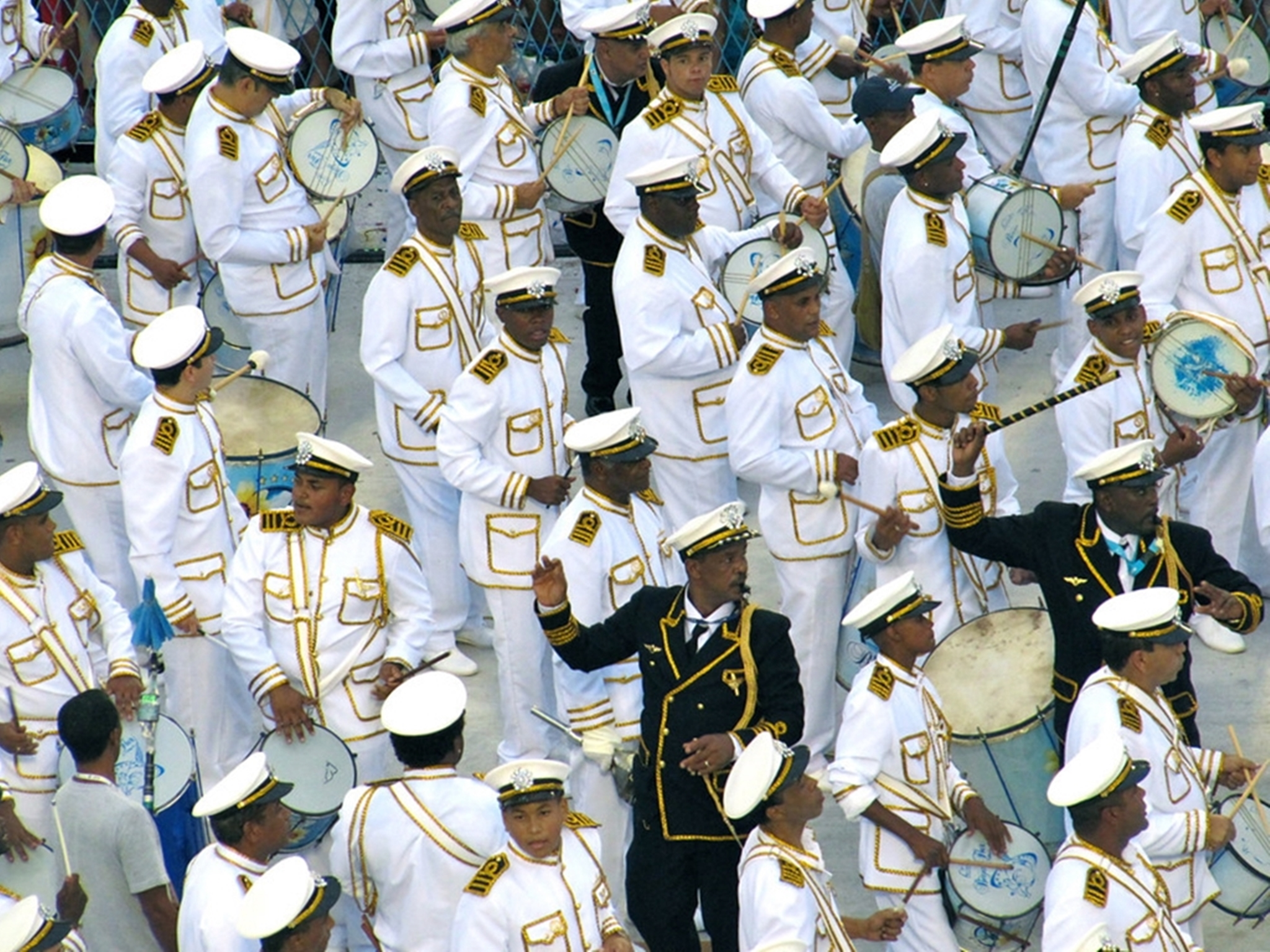
Ritmistas da Beija-Flor no desfile oficial. Julgador tirou ponto da Bateria por falta de ousadia e criatividade, mas nota foi descartada.

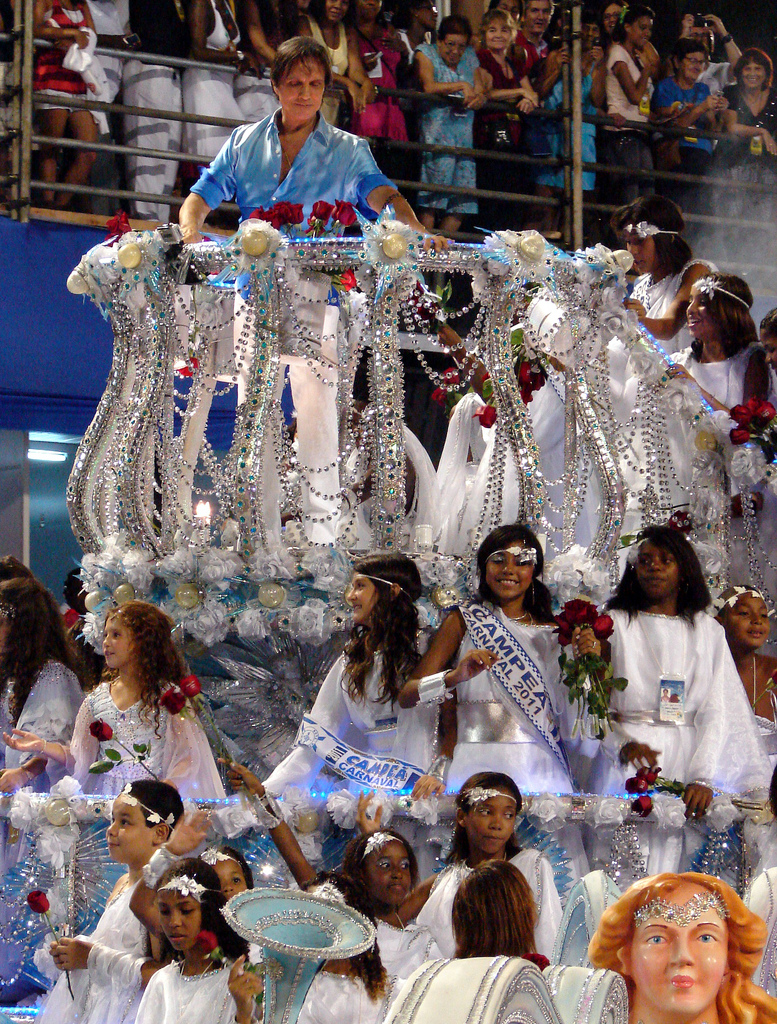
Roberto Carlos no Desfile das Campeãs. Escola desfilou de noite, diferente do desfile oficial.

#### Justificativas
A Beija-Flor recebeu sete notas diferentes de dez:
- A julgadora Beatriz Badejo, do Módulo 1 do quesito Mestre-Sala e Porta-Bandeira, deu nota 9,9 para Selminha e Claudinho alegando que "em função da presença de óleo na pista, deixado na passagem de um carro alegórico do desfile anterior, o casal, claramente, mostrou-se cuidadoso e apresentou um bailado simples, sem explorar giros, torneados e movimentos coordenados, como é de seu costume. Por orientação da LIESA, que solicitou uma avaliação menos rigorosa, principalmente nos quesitos MS/PB e Comissão de Frente (quedas não poderiam ser penalizadas), a penalidade foi de somente 0,1 (um décimo)".[60]
- O julgador Tito Canha, do Módulo 3 de Mestre-Sala e Porta-Bandeira, também deu nota 9,9 para o casal justificando que era "impossível avaliar a real dimensão do impacto das condições da pista na qualidade da apresentação do casal. É certo que foi uma apresentação um tanto aquém de suas possibilidades. Uma exibição com inegável carga de tensão, que deu-se em espaço físico limitado, o que limitou, por sua vez, o desenvolvimento plano do casal". O julgador finalizou sua justificativa escrevendo que "a dose de complacência usada é na medida do que entendo ser um julgamento feito com equidade e justiça".[61]
- Carlos Pousa, do Módulo 1 de Evolução, deu nota 9,9 para a escola. O julgador elogiou o desfile "vibrante e coeso", mas descontou um décimo da nota pela "disparada do último carro buscando preencher o espaço vazio".[62]
- Paulo César Morato, do Módulo 5, de Comissão de Frente, deu 9,8 para a Beija-Flor alegando que Carlinhos de Jesus apresentou um trabalho que "não seduz e colore o suficiente, que dentro do imaginário do carnaval, se resume em falta de ousadia e criatividade". O julgador também apontou que a coreografia tinha "muitas informações, o que dificultou um leitura clara de suas funções, e consequentemente, perda da coesão coreográfica".[63]
- Sérgio Naidin, do Módulo 1 de Bateria, deu nota 9,9 para a escola, alegando que os ritmistas "poderiam ter ousado mais na criatividade".[64]
- Marta Macedo, do Módulo 3 de Samba-Enredo, deu nota 9,9 para o samba da escola, retirando um décimo da letra da obra pelo excesso de rimas em ão/ões, "comprometendo a criatividade e riqueza poética" da canção. A julgadora contou dez rimas com as mesmas terminações.[65]
- Marcelo Rodrigues, do Módulo 4 de Samba-Enredo, deu nota 9,8 para o samba da escola, descontando dois décimos da letra da obra por causa dos versos "botar pra fora a felicidade" e "de calhambeque a onda me levar"; além de "uma sequência de 'lás' desagradáveis" ("Lá no seu Cachoeiro [...] E lá vou eu..."). O julgador elogiou a melodia do samba, escrevendo que "a mudança anunciada quanto as características dos sambas apresentados pela escola, obteve êxito na sua parte melódica, envolvente e muito bem cantada pela escola".[66]

### Críticas
A diferença de 1,4 pontos de vantagem da Beija-Flor sobre a vice-campeã, Unidos da Tijuca, foi criticada. Após a apuração, o então presidente da Unidos da Tijuca, Fernando Horta, questionou a diferença de pontuação; enquanto o carnavalesco da Tijuca, Paulo Barros, ironizou a vitória da escola de Nilópolis: "É descarado. Estava pensando em fazer um enredo sobre a Madonna, mas acho que vou falar sobre o Neguinho (da Beija-Flor)". O jornalista Leonardo Bruno, do jornal Extra, apontou que a "superioridade da Beija-Flor nas notas não foi vista na Avenida", que "é difícil aceitar, por exemplo, que a comissão de frente da Beija-Flor tenha tido a mesma pontuação que as de Tijuca e Salgueiro" e que "o casal da Beija-Flor teve dificuldade para dançar, com medo de escorregar. Mas acabou perdendo apenas um décimo, só não sendo superior ao casal da Mangueira".

### Desfile das Campeãs
Com a vitória, a Beija-Flor foi classificada para encerrar o Desfile das Campeãs, que foi realizado entre a noite do sábado, dia 12 de março de 2011, e a madrugada do dia seguinte, no Sambódromo da Marquês de Sapucaí. Roberto Carlos desfilou novamente em cima da última alegoria. O cantor distribuiu rosas vermelhas ao público, algo que não fez no desfile oficial. O carro abre-alas da escola teve um princípio de incêndio, que foi rapidamente controlado pelos bombeiros. A escola foi recepcionada entre vaias e aplausos. Parte do público gritou o nome da vice-campeã, Unidos da Tijuca enquanto outra parte saudou a Beija-Flor com gritos de "a campeã voltou!".

## Premiações
- Estandarte de Ouro (O Globo)[70]

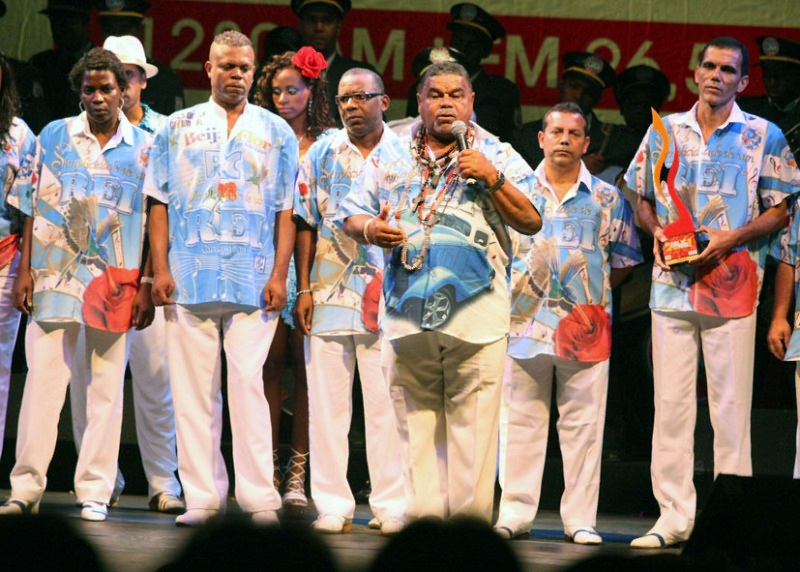
Laíla e os diretores de harmonia da Beija-Flor recebendo o Troféu Tupi de melhor harmonia.

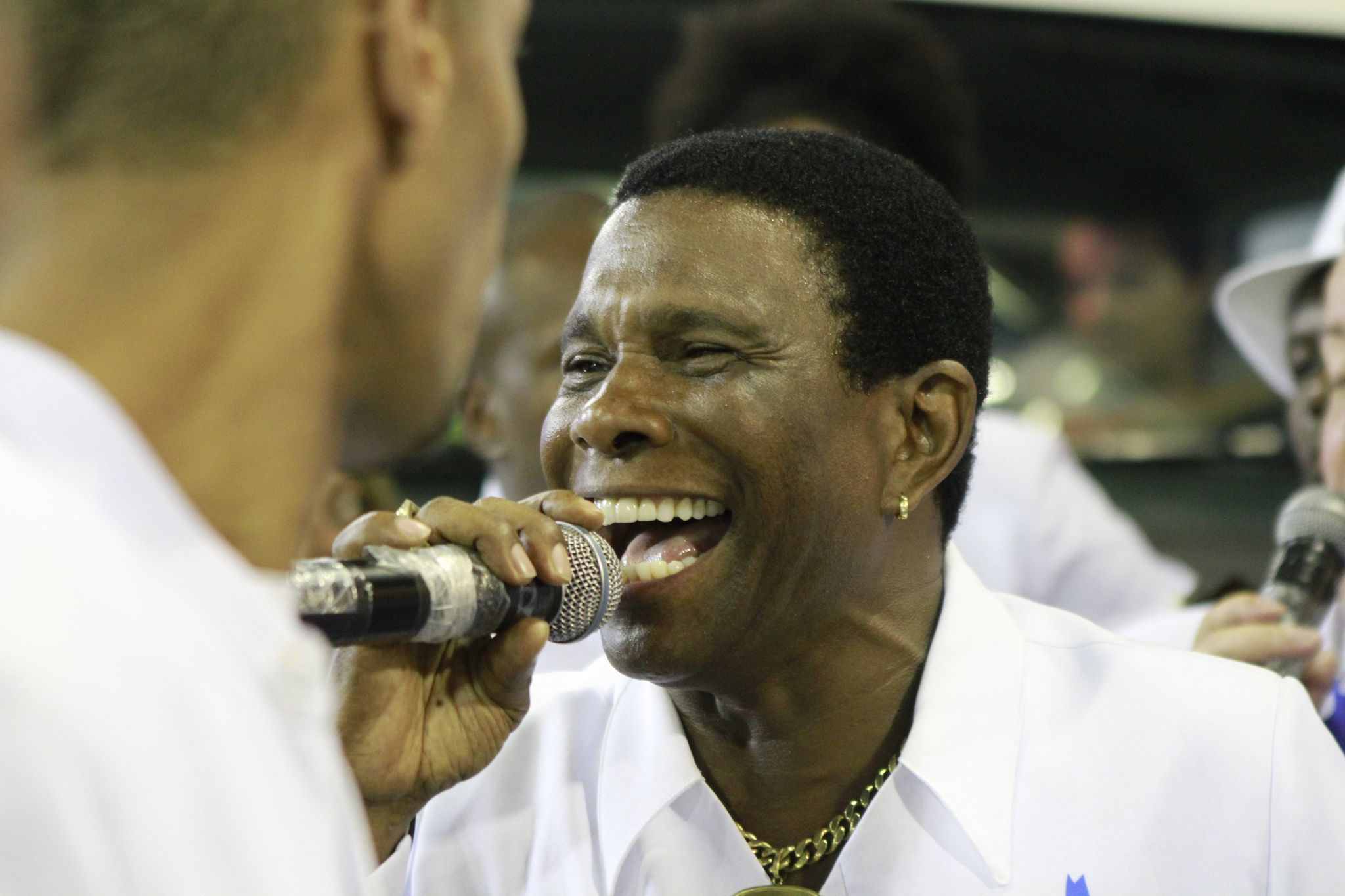
Neguinho da Beija-Flor recebeu os troféus Plumas & Paetês e Sambario.

1. Melhor passista masculino (Anderson)

- Estrela do Carnaval (Site Carnavalesco)[71][72]

1. Melhor samba-enredo

- Troféu Gato de Prata[73]

1. Melhor escola

- Troféu Plumas & Paetês[74]

1. Melhor intérprete (Neguinho da Beija-Flor)
2. Revelação - Thaian Marques (Representou Roberto Carlos na comissão de frente)

- Tamborim de Ouro (O Dia)[7]

1. Escola da alegria

- Troféu Rádio Manchete [75]

1. Melhor escola
2. Destaque (Fabíola David)

- Troféu Sambario[76]

1. Melhor intérprete (Neguinho da Beija-Flor)

- Troféu Tupi Carnaval Total (Super Rádio Tupi)[77][78]

1. Melhor harmonia

## Livro
O desfile foi abordado numa dissertação de mestrado em 2012 que, mais tarde, em 2021, foi publicada como livro. Escrito pelo sociólogo e pesquisador Marcos Henrique da Silva Amaral, "A Simplicidade de Um Rei – Trânsitos de Roberto Carlos em Meio à Cultura Popular de Massa" analisa o impacto da obra do artista no Brasil sob perspectiva sociológica.

## Operação Monte Carlo
A Polícia Federal flagrou, no dia da apuração do carnaval de 2011, uma conversa telefônica do contraventor Carlinhos Cachoeira dizendo que houve uma "mutreta" para a Beija-Flor vencer o carnaval. A informação foi divulgada um ano depois, em 2012. De acordo com o inquérito, enviado ao Supremo Tribunal Federal (STF), a ligação foi realizada às 18 horas 29 minutos, do dia 9 de março de 2011, entre Cachoeira e um homem identificado como Santana. O grampo telefônico fez parte das investigações da Operação Monte Carlo, que prendeu Cachoeira em 29 de fevereiro de 2012.
Procurado pela imprensa na época, o então diretor de carnaval da Beija-Flor, Laíla, afirmou que ninguém na agremiação conhecia Cachoeira e apontou uma "perseguição" à escola de samba: "Essa história não tem o menor cabimento. Ninguém dentro da Beija-Flor nunca ouviu falar no nome dessa pessoa. É impressionante como as pessoas gostam de manchar a história da nossa escola. Todos se esquecem de como nos dedicamos, da capacidade que temos em fazer esta festa, produzimos o maior espetáculo da Terra [...] Há quantos anos não dependemos do dinheiro da Beija-Flor e saímos em busca de parcerias e patrocínios? Lutamos por toda uma comunidade e trabalhamos em benefício dela, temos pessoas de bem que aqui trabalham, se dedicam o ano inteiro para fazer um grande espetáculo e agora remetem uma vitória a uma situação dessas".